# Joseph Marshall (cestovatel)
Joseph Marshall byl britský cestovatel z 2. poloviny 18. století. Je autorem hospodářsky zaměřeného cestopisu Travels in Holland, Flanders, Germany, of Denmark, Sweden, Lapland, Russia, Ukraine and Poland. Marshall tyto země navštívil v letech 1768–1770 a jeho cestopis byl vydán v roce 1773 v Londýně.
Roky narození a úmrtí autora nejsou známy; jeho specializací bylo zemědělství.

## Historie
Ve druhé polovině 18. století se rozšířil zájem lidí o cestování a cestopisy, už se nejednalo pouze o kavalírské cesty šlechticů. Z profesních či jiných zájmů začali cestovat první badatelé i turisté z řad střední společenské třídy. Pro Angličany cestující po evropském kontinentu nepatřily české země k atraktivním cílům, většinou se přes ně jen projíždělo – se zastávkou v Praze.

## Cestopis Josepha Marshalla
Obraz českých zemí byl anglické veřejnosti představen Marshallem takto:
- Postavení poddaných v Čechách hodnotil autor velmi negativně, venkovská stavení na Nymbursku přirovnává k nejnuznějším chatrčím, rovněž zacházení s venkovany na Litoměřicku a jejich situaci hodnotí autor hůř než situace venkovanů v sousedním Sasku. Ostře vystupuje proti přístupu šlechty k venkovanům a doporučuje anglické praktiky. O hospodaření v oblasti mezi Litoměřicemi a Prahou autor říká: „...nikdy jsem neviděl horší ječmen, nebo jiné obilí plné plevele; a cení si ho asi málo, jelikož jsem viděl na mnoha polích ječmene pást se dobytek, což mě přivedlo k otázce, zda ho sejí s úmyslem, aby byl spasen zelený. Ale nebyl to ten případ, šlo o pouhý příklad hloupého zanedbávání.“ (Viz strany 304–310 cestopisu.)
- Příznivěji autor hodnotí situaci na Moravě. Zmiňuje přátelské chování obyvatel Olomouce, ale v hornaté oblasti mezi Litomyšlí a Olomoucí jsou v jeho očích lidé hrubí a vzpurní, rovněž žijí v lepších podmínkách než lidé z nížin. Na rozdíl od nížin jejich domy a hospodářství vypadají lépe; venkované vlastní více dobytka a někteří z nich jsou i vlastníky půdy. Horalé jsou velmi houževnatí, mají více svobody a nepracují pro své pány více než tři dny v týdnu. (Strany 313–314.)

V Praze pobýval J. Marshall ve dnech 18. srpna – 16. září 1770. Ve městě byly ještě patrné škody způsobené Sedmiletou válkou. Výzdoba Karlova mostu dobovému vkusu protestantských Angličanů všeobecně neodpovídala, například Hester Thrale o něm napsala: „Ten slavný most je jednoduše ošklivý, řekla bych, přecpaný obrovskými sousošími špatně zhotovených soch přílišné velikosti, ačkoli se přes něj dá snadno projet a je velmi dlouhý“. Joseph Marshall sice uznává, že „to je solidní stavba, nicméně zcela postrádající jakoukoliv eleganci; a když cestovatel slyší, že se stavěla 150 let, předpokládá, že musela vznikat v extrémně chudém období, nebo být postavena panovníkem nevelkého ducha“. (Strany 305–306 cestopisu.)